# 31324 Jiřímrázek
31324 Jiřímrázek è un asteroide della fascia principale. Scoperto nel 1998, presenta un'orbita caratterizzata da un semiasse maggiore pari a 3,0563220 UA e da un'eccentricità di 0,0281140, inclinata di 9,80716° rispetto all'eclittica.